# Бредене, Ванда
Ванда Бредене (лит. Vanda Briedienė, урождённая Бикавайте, Bikavaitė; 13 января 1932, Биржай, Биржайский уезд — 27 апреля 2013, Каунас) — литовский политический деятель. Депутат VI Сейма Литовской Республики (1992—1996).

## Биография
Родилась 13 января 1932 года в городе Биржай в семье служащего.
Училась в гимназии литовского просветительского общества «Сауле» в городе Биржай.
Её отец Йонас Бикавас (Jonas Bikavas; 1900—1958) в 1945 году был осуждён и отбывал наказание в Воркутлаге и Пермлаге. В 1949 году Ванду и её мать Милду Бивакене (Milda Bikavienė; 1907—?) депортировали в рабочий посёлок Суетиха (ныне Бирюсинск) Тайшетского района Иркутской области. Работала на кирпичном заводе, на стройке. В одной комнате жили три семьи, зимы были очень холодные.
В 1951 году Ванда начала посещать вечернюю школу. В 1955 году поступила в Иркутский финансово-экономический институт, где отучилась два курса. В 1960 году окончила московский Всесоюзный заочный финансово-экономический институт. В 1966 году поступила и в 1968 году окончила аспирантуру Вильнюсского государственного университета имени В. Капсукаса. В 1969 году защитила кандидатскую диссертацию на тему «Сельское строительство Литовской ССР и его обеспечение строительными материалами».
В 1957 году вернулась с семьёй в Литву. В 1958—1965 годах работала экономистом в Паневежисе в Паневежском строительно-ремонтном управлении.
После окончания аспирантуры, с 1968 года преподавала в Вильнюсском университете. В 1973—1977 годах — заведующая отделом Института повышения квалификации специалистов народного хозяйства Литовской ССР. В 1978—1992 годах — доцент Государственного института физического воспитания в Каунасе и Каунасской медицинской академии.
Была членом правления культурного центра Žinijos в Вильнюсе. Была членом правления общественного центра района Шанчяй в старом Каунасе, членом президиума Международной Ассоциации бывших советских политзаключенных и жертв коммунистического режима.
Автор ряда научных статей по экономике, профессиональному развитию и другим вопросам.
Помимо родного литовского, владела русским, латышским и немецким языками.
Умерла 27 апреля 2013 года в возрасте 81 лет. Похороны состоялись 29 апреля на Кармелавском кладбище в городе Кармелава Каунасского района.

## Политическая карьера
Участвовала в деятельности «Саюдиса».
В 1991 году вступила в Литовский союз политзаключенных и ссыльных (LPKTS).
По результатам парламентских выборов 1992 года избрана депутатом VI Сейма Литовской Республики по объединённому списку Литовской христианско-демократической партии, Литовского союза политзаключенных и ссыльных и Литовской демократической партии. Являлась членом фракции политических заключённых и ссыльных, членом Комитета по экономике, членом Балтийской ассамблеи, членом делегации Сейма в Межпарламентском союзе.
В 1993 году основана партия «Союз Отечества», членом правления которой стала Бредене.
Баллотировалась на парламентских выборов 1996 года по списку Литовского союза политзаключенных в округе Гаргжду (№ 31), но не была избрана.
Баллотировалась от Союза литовских националистов на парламентских выборов 2000, 2004 и 2008 годов.

## Личная жизнь
Сын — Виталис Бредис (Vitalis Briedis), профессор Литовского университета наук о здоровье (LSMU).